# لوک هارپر
جان هوبِر (به انگلیسی: Jon Huber) کشتی‌گیر حرفه‌ای آمریکایی بود که با نام لوک هارپِر و قهرمان یک دوره کمربند بین قاره‌ای بود. او عضو خانواده وایت بود؛ ولی به همراه اریک روئن با نام برادران بلاجن فعالیت می‌کردند. او بعد از اتمام کارش با کمپانی دبلیودبلیوئی در ای ای دبلیودبلیوئی با نام برودی لی (به انگلیسی: Brodie Lee) فعالیت می‌کرد. او در ۲۶ دسامبر سال ۲۰۲۰ به دلیل مشکلات ریوی درگذشت.

## مرگ
هوبر در ۲۶ دسامبر ۲۰۲۰ در ۴۱ سالگی درگذشت. همسرش گفت در مایو کلینیک در جکسونویل فلوریدا تحت درمان ریه بوده‌است. البته چندین بار از او آزمایش کرونا گرفته شد و جواب منفی بود. پس بیماری او هیچ ارتباطی با کرونا نداشت. او از اواخر اکتبر ۲۰۲۰ در بخش مراقبت‌های ویژه بستری بود. در ژانویه ۲۰۲۱ همسرش علت رسمی مرگ او را فیبروز ریوی ایدیوپاتیک دانست.